# Herina frondescentiae
Herina frondescentiae är en tvåvingeart som först beskrevs av Carl von Linné 1758.  Herina frondescentiae ingår i släktet Herina och familjen fläckflugor. Arten är reproducerande i Sverige. Inga underarter finns listade i Catalogue of Life.